# El Durazno, Aguascalientes
El Durazno är en ort i Mexiko.   Den ligger i kommunen Cosío och delstaten Aguascalientes, i den centrala delen av landet, 500 km nordväst om huvudstaden Mexico City. El Durazno ligger 1 942 meter över havet och antalet invånare är 214.
Terrängen runt El Durazno är platt åt sydost, men åt nordväst är den kuperad. Runt El Durazno är det ganska tätbefolkat, med 116 invånare per kvadratkilometer. Närmaste större samhälle är Pabellón de Arteaga, 18,8 km söder om El Durazno. Trakten runt El Durazno består till största delen av jordbruksmark.